# Momo le doyen
Momo le doyen es una película del año 2007.

## Sinopsis
Auténtico rey del « swing » y de la improvisación, Momo Wandel Soumah era el patriarca del jazz africano. Creaba la música sin escribirla, inspirándose de canciones populares y reuniendo, alrededor de su voz “a la manera de Luis Amstrong salida de la sabana” y de su viejo saxo seco, los grandes maestros de los instrumentos tradicionales africanos: kora, xilófono, flauta, djambé...